# Migros
Migros – szwajcarska spółdzielnia, największe przedsiębiorstwo handlu detalicznego w tym kraju, zajmujące się także gastronomią, produkcją artykułów spożywczych, edukacją oraz organizacją i obsługą ruchu turystycznego. Działa również w Niemczech i Francji.
Prowadzi supermarkety, sklepy samoobsługowe, restauracje, bank Migrosbank, stacje benzynowe Migrol, księgarnie Ex Libris, biura podróży Hotelplan, szkoły językowe Eurocentres, placówki kształcenia dorosłych Klubschule Migros, zakłady produkcyjne (m.in. Chocolat Frey). Od 1957 finansuje muzeum sztuki współczesnej Migros Museum für Gegenwartskunst w Zurychu.
Pierwsze przedsiębiorstwo o nazwie Migros zostało założone w 1925 w Zurychu. Początkowo zajmowało się handlem obwoźnym, prowadząc sprzedaż detaliczną w cenach zbliżonych do hurtowych, a od 1928 sprzedając również artykuły własnej produkcji. Ten model działalności przyjęły Spółdzielnie Migros (niem. Genossenschaft Migros, fr. Société Coopérative Migros, wł. Società Cooperativa Migros) powstające od 1933 we wszystkich kantonach Szwajcarii. Obecna skonsolidowana struktura powstała w 1941 r., kiedy utworzono spółdzielnię osób prawnych pod nazwą Migros-Genossenschafts-Bund, MGB (Związek Spółdzielni Migros), której członkami są regionalne spółdzielnie prowadzące działalność pod wspólną marką.
Serwis informacyjny o produktach (przede wszystkim pod własną marką) nazywa się Migipedia.